# Desperate Trails
Desperate Trails (Brasil: Pista Inapagável ) é um filme norte-americano de 1921, do gênero faroeste, dirigido por John Ford e estrelado por Harry Carey. O filme é presumidamente considerado perdido.

## Elenco
- Harry Carey ... Bart Carson
- Irene Rich ... Mrs. Walker
- George Stone ... Dannie Boy
- Helen Field ... Carrie
- Edward Coxen ... Walter A. Walker
- Barbara La Marr ... Lady Lou
- George Siegmann ... Sheriff Price
- Charles Inslee ... Doc Higgins (como Charles E. Insley)